# یواس‌اس شنندوا (ای‌دی-۴۴)
یواس‌اس شنندوا (ای‌دی-۴۴) (به انگلیسی: USS Shenandoah (AD-44)) یک کشتی بود که طول آن ۶۴۲ فوت (۱۹۶ متر) بود. این کشتی در سال ۱۹۸۲ ساخته شد.